# Upanga West
Upanga West è una circoscrizione urbana (urban ward) della Tanzania situata nel distretto di Ilala, regione di Dar es Salaam. Conta una popolazione di 13 476 abitanti (censimento 2012).